# Průtah

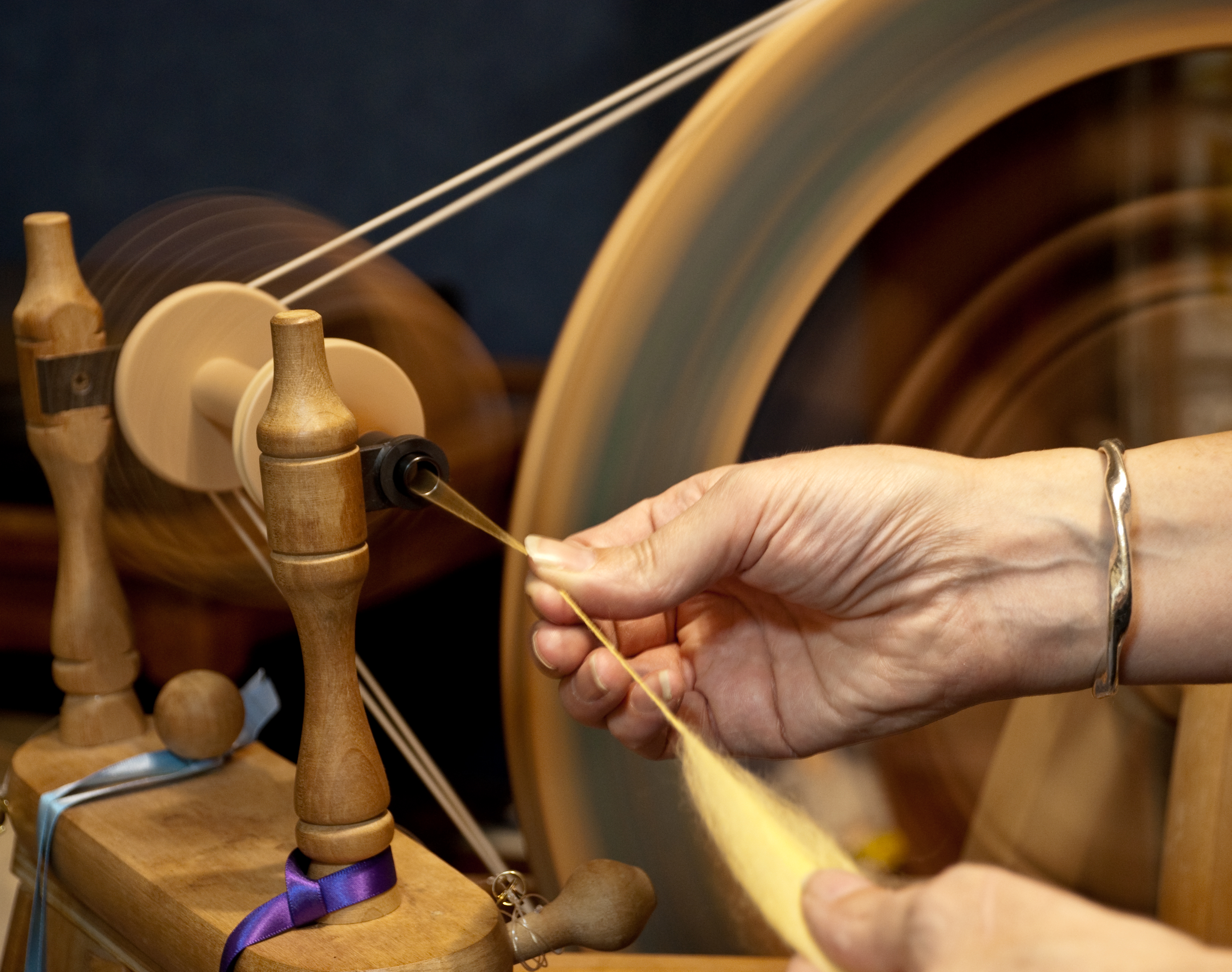
Průtah tvořený pohyby prstů při předení na kolovratu

Průtah (anglicky:drafting, německy: Verzug) je roztahování vlákenného svazku, při kterém se jednotlivá vlákna posunují tak, že se svazek zjemňuje a vlákna se urovnávají do jednoho směru.
Při přípravě vlákenného materiálu k ručnímu předení se průtah dosahuje naučenými pohyby lidských prstů.
Na přádelnických strojích vzniká průtah mezi dvěma elementy rotujícími s rozdílnou obvodovou rychlostí.

## Válečkové průtahové ústrojí

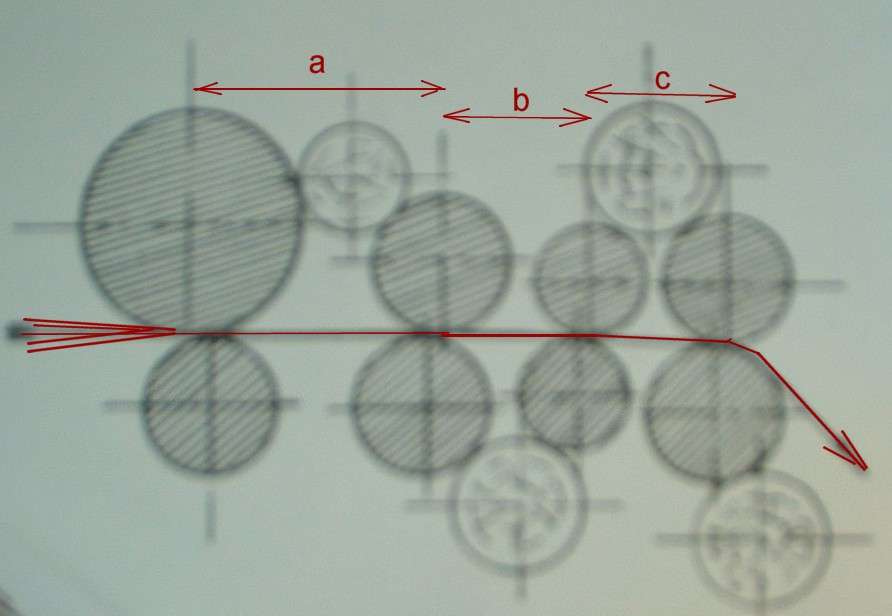
Čtyřválečkové průtahové ústrojí

Princip: Dva páry válečků (dolní kovový, horní s pružným potahem, pod tlakem spirálové pružiny), jejichž stiskové linie jsou od sebe usazeny na větší vzdálenost, než je nejdelší vlákno ve svazku. Část vláken se dostává mezi rychlejší (odváděcí) válečky, které ji posunují dopředu, zatímco věší část je držena přiváděcím párem válečků a z odváděcích válečků tak vychází ztenčená vrstva vláken.
Čím větší je rozdíl obvodových rychlostí průtahových válečků a rozdíl v délce vláken, tím nepravidelnější je na jednotlivých místech tloušťka výsledného svazku vláken. Průtahová ústrojí se proto konstruují
- z více párů válečků s celkovým průtahem rozděleným na několik dílčích průtahů (na nákresu vpravo: a x b x c)
- s různými pomocnými nástroji ke kontrole krátkých, „plovoucích „vláken.

Např. řemínky při dopřádání bavlny nebo hřebenové vodiče při posukování vlny a dlouhých vláken, jak je znázorněno na dolním nákresu vpravo:
(1 – přiváděcí válečky, 2 – zhušťovač, 3 – speciální ojehlené hřebeny, 4 – čisticí kartáč, 5 – odváděcí válečky, 6 - odsávání prachu)
- s kontinuální elektronickou kontrolou tloušťky přediva spojenou s regulací výše průtahu.[4]

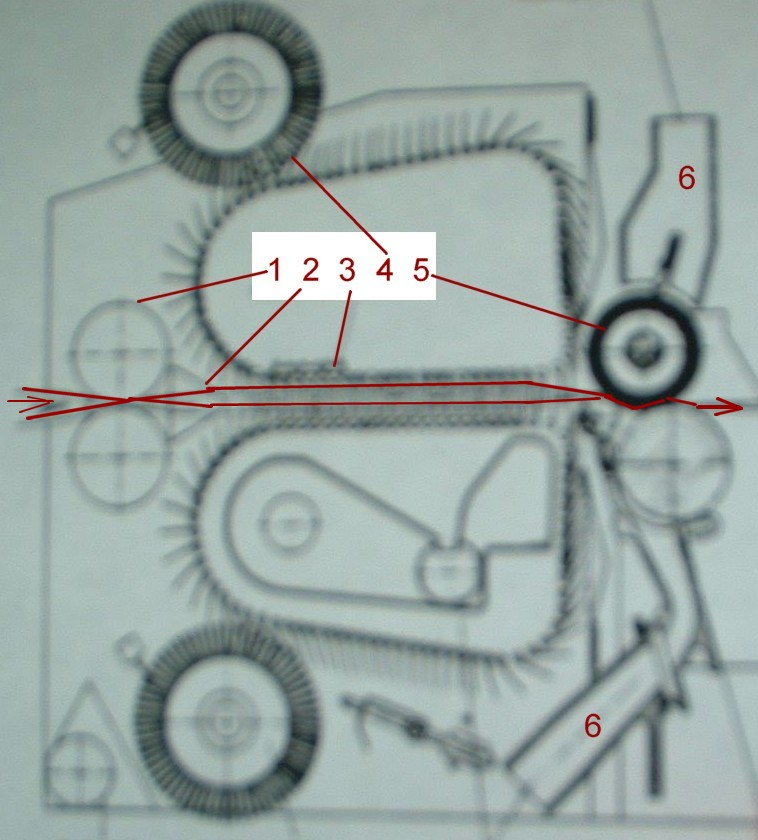
Průtahové ústrojí na dlouhá vlákna

## Jiné způsoby ztenčení vrstvy vláken
Princip: Vrstva se rozvolní na jednotlivá vlákna, která se pak druží podle určitého systému do tenčího vlákenného svazku. Zjemnění vlákenné vrstvy se zde také říká průtah.
- Například na mykacích strojích se při produkci 40 kg/h předkládá (řádově) 160 milionů bavlněných vláken za minutu (400g/m). Ty se po rozvolnění rozloží na plochu hlavního mykacího bubnu tak, že na 1 cm² připadá průměrně cca 10 vláken. Materiál se pak zhustí do pramene o váze cca 5 g/m a celkový průtah (zjemnění) je tedy 400:5 = 80násobný.[5]
- Na rotorových dopřádacích strojích dochází k průtahu podobným způsobem: Například přiváděný pramen (jemnost 4000 tex) se rozvolní na jednotlivá vlákna a ta se pak druží v drážce přádního rotoru (s obvodovou rychlostí např. 200 x vyšší než podávací válečky) do stužky o jemnosti 20 tex. Stroj pracuje s průtahem 4000 : 20 = 200.

Při seřízení průtahu na mykacích a rotorových strojích se musí brát ohled na to, že během zjemnění odchází určitá část vláken do odpadu (u mykacích strojů až 5 %). Rozdíl mezi přiváděcí a odváděcí rychlostí (strojový průtah) se proto musí stanovit níže než celkové zjemnění.
- Zjemnění umělých materiálů během zvlákňování (filament po výstupu ze zvlákňovací trysky) se říká dloužení.